# Resolució 361 del Consell de Seguretat de les Nacions Unides
La Resolució 361 del Consell de Seguretat de les Nacions Unides, fou aprovada per unanimitat el 30 d'agost de 1974. Després de recordar les resolucions anteriors i assenyalar les greus condicions humanitàries sobre Xipre i les accions de l'Alt Comissionat de les Nacions Unides per als Refugiats, el Consell va expressar el seu reconeixement al Secretari General Kurt Waldheim per la part que va exercir a l'hora d'establir converses entre els líders de les dues comunitats i va acollir amb satisfacció aquest desenvolupament.
El Consell va expressar la seva greu preocupació per la difícil situació dels refugiats i va instar a totes les parts a fer tot el possible per alleujar el sofriment humà i garantir el respecte dels drets humans fonamentals. La resolució demana al Secretari General que presenti un informe sobre la situació i que continuï proporcionant assistència humanitària de l'ONU d'emergència a totes les poblacions de l'illa. La resolució es tanca demanant a totes les parts, com a demostració de bona fe, que adoptin mesures que promoguin negociacions àmplies i reeixides i reitere una crida perquè totes les parts cooperin plenament amb la Força de les Nacions Unides pel Manteniment de la Pau a Xipre.